# The Biography Channel
The Biography Channel (o simplemente bio.) fue un canal de televisión digital estadounidense propiedad de A+E Networks que transmitía biografías y realities.  Existían otras versiones del canal transmitidas por ONO y Telefónica en España, por Sky y televisión por cable en el Reino Unido, otra Canadá propiedad de Rogers Media y en Australia. En 2007 fue lanzada una versión en alemán y en español para Latinoamérica de Biography Channel. En España recibía el nombre de "bio. El canal de las biografías".

## Historia
Biography Channel empezó a transmitir en 1999.  Además de los programas biográficos, la cadena ha estado transmitiendo programas ficticios no biográficas vistos anteriormente en A&E, incluyendo Murder, She Wrote y The Adventures of Sherlock Holmes, aunque dejaron de transmitir en 2007.

Logotipo del viejo The Biography Channel Latinoamérica desde 1 de enero de 2007 hasta 1 de enero de 2008

En 2012 se comenzó con la emisión de series para mujeres y muchos de los programas de biografías eran retirados como Dance Moms y en 2014 se comenzó la emisión de series como Drop Dead Diva, Devious Maids y otros programas de la cadena americana Lifetime así como el estreno del bloque Lifetime Movies.
El 8 de julio de 2014, el canal se reemplazó, en Estados Unidos, por uno nuevo llamado FYI, que ahora se enfoca más en el estilo de vida. En Sudamérica, el Caribe y en parte de Centroamérica, el canal fue reemplazado por Lifetime.
El 1 de octubre de 2014 el canal fue reemplazado por Lifetime en SKY México y Dish México  así como todas las cableras de México.
El 2 de octubre de 2014 el canal fue reemplazado por A&E Network en España y Portugal. En Australia, el canal cerro, sin reemplazo el 1° de noviembre de 2015. Algunos de sus programas fueron movidos a otras señales de su propietario, Foxtel.
Actualmente, Biography Channel es un sitio web de biografías.